# Neolitico subpluviale
Il neolitico subpluviale (chiamato a volte fase umida dell'olocene) è stato un lungo periodo (dal 7500–7000 a.C. al 3500–3000 a.C.) di condizioni meteorologiche umide e piovose della storia climatica dell'Africa. Fu preceduto e seguito da due periodi secchi.
Il neolitico subpluviale è il più recente di una serie di periodi umidi africani in cui il Sahara si ricopriva di erba, alberi e laghi, e durante i quali la regione era umida ed ospitava un biota ed una popolazione umana più ricche di quelle attuali.

## Intervallo di tempo
Il neolitico subpluviale iniziò durante il VII millennio a.C., e fu forte per i successivi 2000 anni. Scemò col tempo, per poi terminare dopo l'inaridimento del 3900 a.C. A quel punto tornarono le condizioni aride che prevalevano prima dell'arrivo del neolitico subpluviale, la desertificazione avanzò, e si formò (o riformò) il deserto del Sahara. Lo stato di aridità di quella regione perdura fino ai nostri giorni.

## Geografia ed idrografia
Durante il neolitico subpluviale, grandi aree del Nordafrica, dell'Africa centrale e dell'Africa orientale ebbero profili idrografici che si scostavano dalla norma. I laghi esistenti avevano un livello più alto di decine di metri rispetto a quello odierno e a volte con bacini alternativi. Il lago Turkana, in Kenya, si riversò nel bacino del Nilo, mentre il Ciad raggiunse un'estensione massima di 400 000 km2 di superficie, più del Mar Caspio, con un livello di 30 metri superiore alla media del XX secolo e raggiungendo una profondità massima di 183 metri. Presero vita alcuni laghi e sistemi fluviali meno profondi, come il Nilo Giallo, che poi sparirono dopo la fine del periodo e oggi sono visibili solo grazie a radar e immagini satellitari.

## Ecologia
Il Nordafrica ebbe un clima fertile in questo periodo subpluviale. Quello che oggi è conosciuto come Sahara aveva un ecosistema tipico della savana, con elefanti, giraffe ed altri animali di prateria e foreste, oggi tipici della regione del Sahel a sud del deserto, oltre a megafauna oggi estinta come Sivatherium e Pelorovis.

## Culture
Le condizioni favorevoli e fertili del neolitico subpluviale favorirono l'aumento degli insediamenti umani nella valle del Nilo in Egitto, così come delle società neolitiche del Sudan e di tutto il resto dell'attuale Sahara. Queste culture, che produssero anche arte rupestre (soprattutto a Tassili n'Ajjer in Algeria sudorientale), fiorirono in questo periodo.
Le conseguenze pratiche di questi cambiamenti furono l'abbondanza di pesci, uccelli acquatici, molluschi d'acqua dolce, roditori, ippopotami e coccodrilli. La ricchezza di questa biomassa fu sfruttata dagli uomini tramite zattere, barche, dighe, trappole, arpioni, reti e ami. Questo stile di vita fluviale permetteva il sostentamento di comunità più ampie rispetto a quanto permesso dallo stile basato sui gruppi di cacciatori. Questi cambiamenti, assieme al locale sviluppo della ceramica (dove i liquidi potevano essere raccolti e scaldati), portarono ad una "rivoluzione culinaria" formata da zuppe, stufati di pesce e zuppa d'avena. Quest'ultima prevedeva la cottura di cereali coltivati.
La classica descrizione di questo stile di vita fluviale deriva dagli studi svolti in Sudan durante la seconda guerra mondiale dall'archeologo britannico Anthony John Arkell. L'analisi di Arkell descriveva un insediamento della tarda età della pietra su una riva sabbiosa del Nilo Azzurro, allora situata più in alto di circa 4 metri rispetto al livello delle attuali inondazioni. La campagna era chiaramente una savana, non l'attuale deserto, come dimostrato dalle ossa di molte specie animali ritrovate nelle discariche, tra cui le antilopi che richiedevano l'esistenza di ampie praterie da brucare. Probabilmente queste persone vissero soprattutto di pesce, e Arkell dedusse, basandosi su tutte le prove a disposizione, che le piogge di quel periodo furono almeno il triplo delle attuali. Le caratteristiche fisiche degli scheletri trovati fanno pensare che queste persone fossero legate agli attuali popoli Nilotici, come i Nuer ed i Dinca. La datazione effettuata col radiocarbonio fissò l'insediamento di Arkell tra il 7000 ed il 5000 a.C. In base al modello comune di questo sito, e a quelli dei siti scavati dai francesi in Ciad, Mali e Niger (ad esempio arpioni d'osso e ceramiche con linee ondulate), Arkell dedusse che una cultura comune dedita a caccia e pesca si espanse in Africa sulla latitudine di Khartum, nel periodo in cui il clima era molto diverso dall'attuale deserto. Al 2012, i creatori di queste ceramiche con linee ondulate sono ancora sconosciuti.
Negli anni sessanta l'archeologo Gabriel Camps studiò i resti di una comunità di cacciatori-pescatori del 6700 a.C., in Algeria meridionale. Questi lavoratori di ceramiche (di nuovo il motivo a linee ondulate) erano africani neri, e non mediterranei e (secondo Camps) mostravano i segni di una volontaria coltura del grano, e non di semplice raccolta di grano selvatico. Successivi studi presso il sito hanno dimostrato invece che la comunità era formata da cacciatori-raccoglitori e non da agricoltori, dato che tutto il grano era morfologicamente selvatico, e che il gruppo non era sedentario. 
Resti umani furono trovati nel 2000 dagli archeologi in un sito noto come Gobero, nel deserto del Ténéré, in Niger nordorientale.